# ウーゴ・ゴンサレス
ウーゴ・ゴンサレス・ソトス（Hugo González Sotos、2003年2月7日 - ）は、スペイン・バレンシア州バレンシア出身のサッカー選手。セルタ・デ・ビーゴB所属。ポジションはFW。

## クラブ経歴
2010年に6歳でバレンシアCFからスカウトされてカンテラに入団した。2019-20シーズンにBチームデビューを果たすと、2023年8月18日、プリメーラ・ディビシオンのUDラス・パルマス戦にて、試合終了間際にウーゴ・ドゥロとの途中交代でトップチームデビューを飾った。